# Municipio de Coon Valley
El municipio de Coon Valley (en inglés: Coon Valley Township) es un municipio ubicado en el condado de Sac en el estado estadounidense de Iowa. En el año 2010 tenía una población de 187 habitantes y una densidad poblacional de 1,98 personas por km².

## Geografía
El municipio de Coon Valley se encuentra ubicado en las coordenadas 42°20′49″N 94°54′23″O / 42.34694, -94.90639. Según la Oficina del Censo de los Estados Unidos, el municipio tiene una superficie total de 94.58 km², de la cual 94,14 km² corresponden a tierra firme y (0,47 %) 0,44 km² es agua.

## Demografía
Según el censo de 2010, había 187 personas residiendo en el municipio de Coon Valley. La densidad de población era de 1,98 hab./km². De los 187 habitantes, el municipio de Coon Valley estaba compuesto por el 100 % blancos. Del total de la población el 0 % eran hispanos o latinos de cualquier raza.